# Правило Марковникова
Правило Марковникова, або Марковникова правило — принцип в органічній хімії, який використовується для передбачення регіоселективності реакції приєднання протонних кислот і води до несиметричних алкенів і алкінів.
Вперше озвучено російським хіміком Володимиром Марковниковим у 1869 році.
Пояснюється таким чином: Під час приєднання до алкенів речовин, які містять рухливий водень, він сполучається з найбільш гідрогенізованим атомом вуглецю, а залишок молекули — з найменш гідрогенізованим. Радикал CH3 — виявляє позитивний індукційний ефект (відштовхує від себе електронну пару), а радикал CH=CH2, який називається вініл, — негативний індукційний ефект (притягує електронну пару). У результаті подвійний несиметричний зв'язок у пропені частково поляризується:
{\displaystyle \mathrm {CH_{3}{\overset {2}{C}}H{=}{\overset {1}{C}}H_{2}+{\color {Blue}{H}{-}{Cl}}\longrightarrow CH_{3}CH{\color {Blue}Cl}{-}CH_{2}{\color {Blue}H}} }
Приєднання галогеноводнів до несиметричних алкенів підпорядковується правилу Марковникова: приєднання електрофілів по кратному зв'язку повинне призводити до утворення більш стійкого карбокатіону. Правило Марковникова кореспондується із принципом Геммонда: утворення більш стійкого карбокатіону за більш низької енергії активації та великої швидкості реакції за його участі.